# Neighborhood 1 (Tunnels)
Neighborhood #1 (Tunnels) è un singolo del gruppo musicale canadese Arcade Fire, pubblicato il 20 giugno 2004 come primo estratto dal primo album in studio Funeral.

## Descrizione
Il brano, scritto da Win Butler e l'ex membro John Deu, venne pubblicato in un disco 7" in vinile.

## Successo commerciale
La canzone, secondo Rate Your Music, si è piazzata al 6º posto tra i maggiori singoli del 2000.

## Tracce
1. Neighborhood #1 (Tunnels)